# Саймон Ковелл
Са́ймон Ко́велл (англ. Simon Cowell; нар. 7 жовтня 1959, Лондон) — англійський телевізійний ведучий, продюсер, учасник модних шоу, активний діяч теле– та кіноіндустрії. Найбільш відомий як один із суддів американського телешоу «Американський ідол» (2002—2010).
Також є суддею популярного британського телевізійного шоу «The X-Factor» разом з Данні Міноуг, Шеріл Коул та Луісом Уолшем, а також суддею ТВ-шоу «Britain's Got Talent». 